# 萩焼

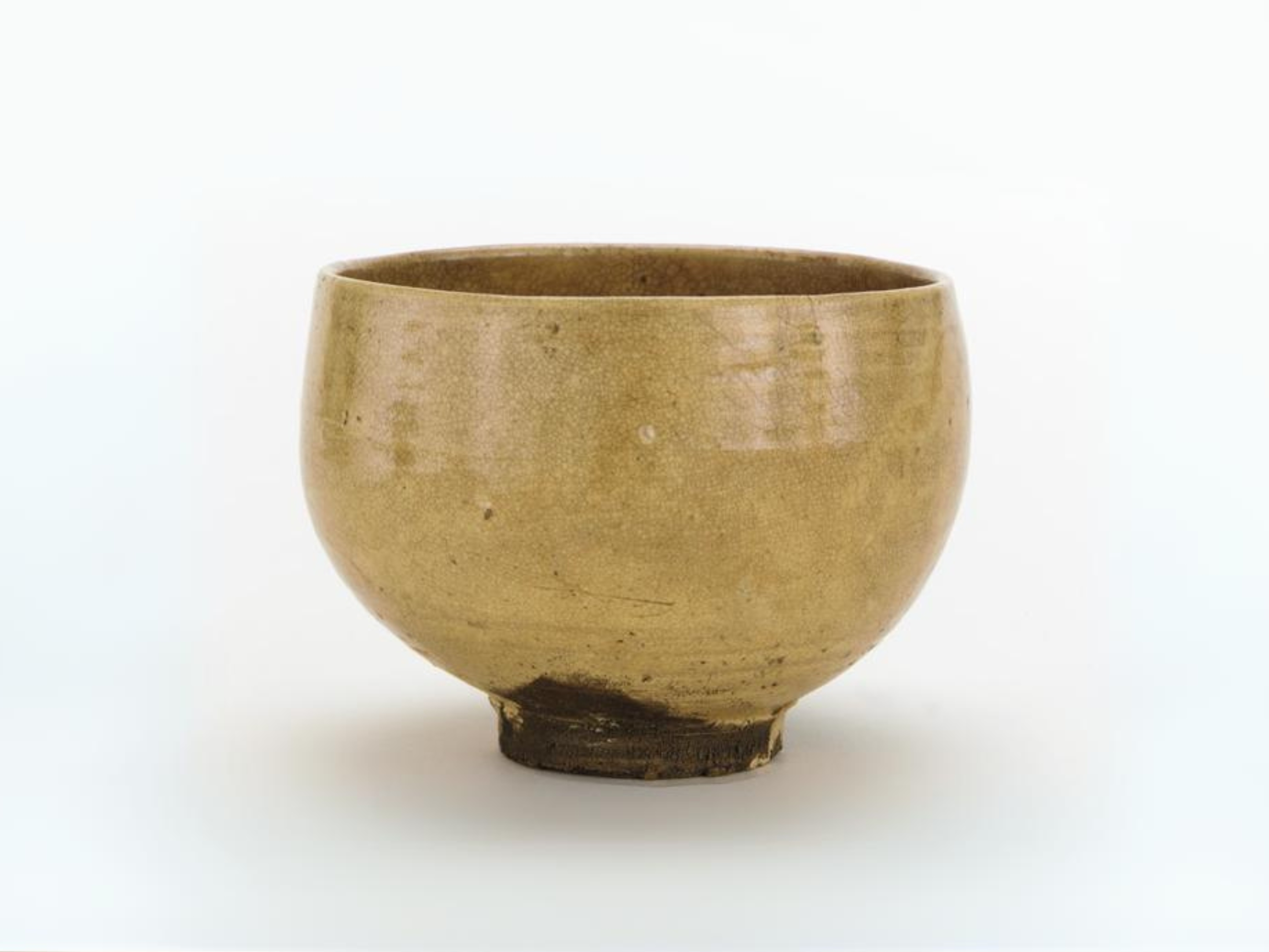
萩焼の茶碗。18世紀から19世紀ごろ

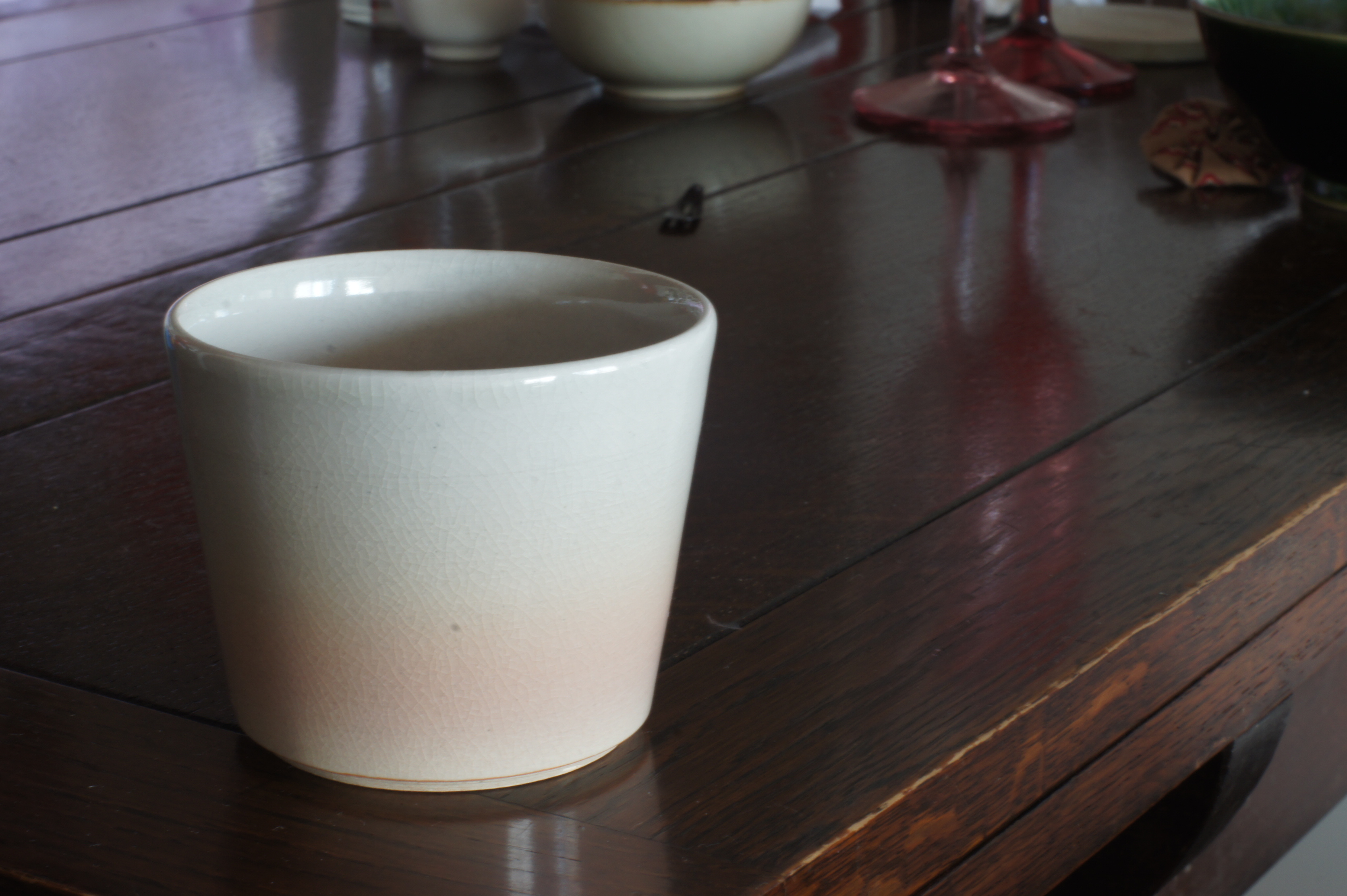
萩焼（蕎麦猪口）

萩焼（はぎやき）とは山口県萩市一帯で焼かれる陶器。一部長門市・山口市にも窯元がある。長門市で焼かれる萩焼は、特に深川萩（ふかわはぎ）と呼ばれる。
古くから「一楽二萩三唐津」と謳われるほど、茶人好みの器を焼いてきたことで知られる焼き物である。萩焼の特徴は原料に用いられる陶土とそれに混ぜる釉薬の具合によって生じる「貫入」と使い込むことによって生じる「七化け」がある。貫入とは器の表面の釉薬がひび割れたような状態になることで、七化けとはその貫入が原因で、長年使い込むとそこにお茶やお酒が浸透し、器表面の色が適当に変化し、枯れた味わいを見せることである。素地の色を生かすため、模様は地味だが根強いファンが多く、市内界隈には新規を含め、多数の窯元が存在する。

## 萩焼の歴史
萩焼は慶長9年（1604年）に藩主毛利輝元の命によって、慶長の役の際、朝鮮人陶工、李勺光（山村家、後の坂倉家）李敬（坂家）の兄弟が城下で御用窯を築いたのが始まりとされる。よって当初は朝鮮半島の高麗茶碗に似ており、手法も形状も同じものを用いていた。坂家の三代までを古萩といい、萩焼の黄金時代である。後に兄弟はそれぞれ別々の流派を生み出した。明治期より苦境に立たされており、その時に休雪が休雪白という独特の作風を確立するなどして萩焼を中興している。また、十二代坂倉新兵衛は萩焼を全国に広め不振衰退から救ったことにより、中興の祖と呼ばれている。                
また、1875年（明治8年）には、萩の豪商であった熊谷五一が3ヶ月以上にわたって表千家の十一代千宗左を山口に招待したため、多くの弟子が表千家に入門した。九州大学の宮地英敏准教授によると、このお礼として「一楽二萩三唐津」というキャッチコピーが広められたとされる。
萩焼の技術は、1957年に文化財保護法に基づく記録作成等の措置を講ずべき無形文化財に選択された（保持者は十二代坂倉新兵衛）。1970年には三輪休和（十代三輪休雪）、1983年には三輪壽雪（十一代三輪休雪）がそれぞれ人間国宝（重要無形文化財保持者）に認定された。2002年1月には経済産業省指定伝統的工芸品の指定を受けた。

## 主な作家
- 坂高麗左衛門
- 坂倉新兵衛
  - 十二代新兵衛正治（選択無形文化財萩焼保持者）
  - 十五代新兵衛正治（山口県指定無形文化財萩焼保持者）
- 三輪休雪
  - 三輪休和（十代三輪休雪・人間国宝）
  - 三輪壽雪（十一代三輪休雪・人間国宝）
- 田原陶兵衛
- 吉賀大眉
- 坂田泥華
- 宇田川聖谷
- 梅田泰彦
- 原田昌平
- 大和保男（山口県指定無形文化財萩焼保持者）
- 大和猛
- 大和努
- 宮田佳典（経済産業大臣指定工芸品萩焼伝統工芸士）
- 岡田裕（山口県指定無形文化財萩焼保持者）
- 野坂康起（山口県指定無形文化財萩焼保持者）
- 波多野善蔵（山口県指定無形文化財萩焼保持者）
- 新庄貞嗣（山口県指定無形文化財萩焼保持者）
- 大和祐二（山口県指定無形文化財萩焼保持者）